# مارتن بيير برودر
مارتن بيير برودر (بالإنجليزية: Martin Brodeur)‏ (و. 1972 – م) هو لاعب هوكي الجليد من كندا. ولد في مونتريال. شارك في ألعاب أولمبية شتوية 2006، وألعاب أولمبية شتوية 1998، وألعاب أولمبية شتوية 2010، وألعاب أولمبية شتوية 2002.

## جوائز
حصل على جوائز منها:
- كأس ستانلي.

## روابط خارجية
- مارتن بيير برودر على موقع دوري الهوكي الوطني (الإنجليزية)
- مارتن بيير برودر على موقع قاعة مشاهير الهوكي (لاعب أن.إتش.أل) (الإنجليزية)
- مارتن بيير برودر على موقع EliteProspects.com (الإنجليزية)
- مارتن بيير برودر على موقع HockeyDB.com (الإنجليزية)
- مارتن بيير برودر على موقع Hockey-Reference.com (الإنجليزية)
- مارتن بيير برودر على موقع اللجنة الأولمبية الدولية (الإنجليزية)
- مارتن بيير برودر على موقع أوليمبيديا (الإنجليزية)
- مارتن بيير برودر على موقع اللجنة الأولمبية الكندية (الإنجليزية)
- مارتن بيير برودر على موقع قاعة كيبيك للمشاهير الرياضية (الفرنسية)